# 滋賀県道234号朝妻筑摩近江線
滋賀県道234号朝妻筑摩近江線（しがけんどう234ごう あさづまちくまおうみせん）は、滋賀県米原市を通る一般県道である。

## 概要
米原市朝妻筑摩から米原市宇賀野に至る。
最近、国道8号米原バイパスが並行して部分供用したため、県道の交通量が減った。

### 路線データ
- 起点：米原市朝妻筑摩（入江橋交差点、滋賀県道2号大津能登川長浜線交点）
- 終点：米原市宇賀野（宇賀野交差点、滋賀県道235号世継宇賀野線・滋賀県道243号東上坂近江線終点、滋賀県道556号長浜近江線上）
- 総延長：5.6 km

## 路線状況

### 重複区間
- 滋賀県道556号長浜近江線（米原市岩脇・岩脇西交差点 - 米原市宇賀野・宇賀野交差点（終点））
- 滋賀県道235号世継宇賀野線（米原市飯・飯交差点 - 米原市宇賀野・宇賀野交差点（終点））

### 道路施設

#### 橋梁
- 天野川橋（天野川、米原市）

## 地理

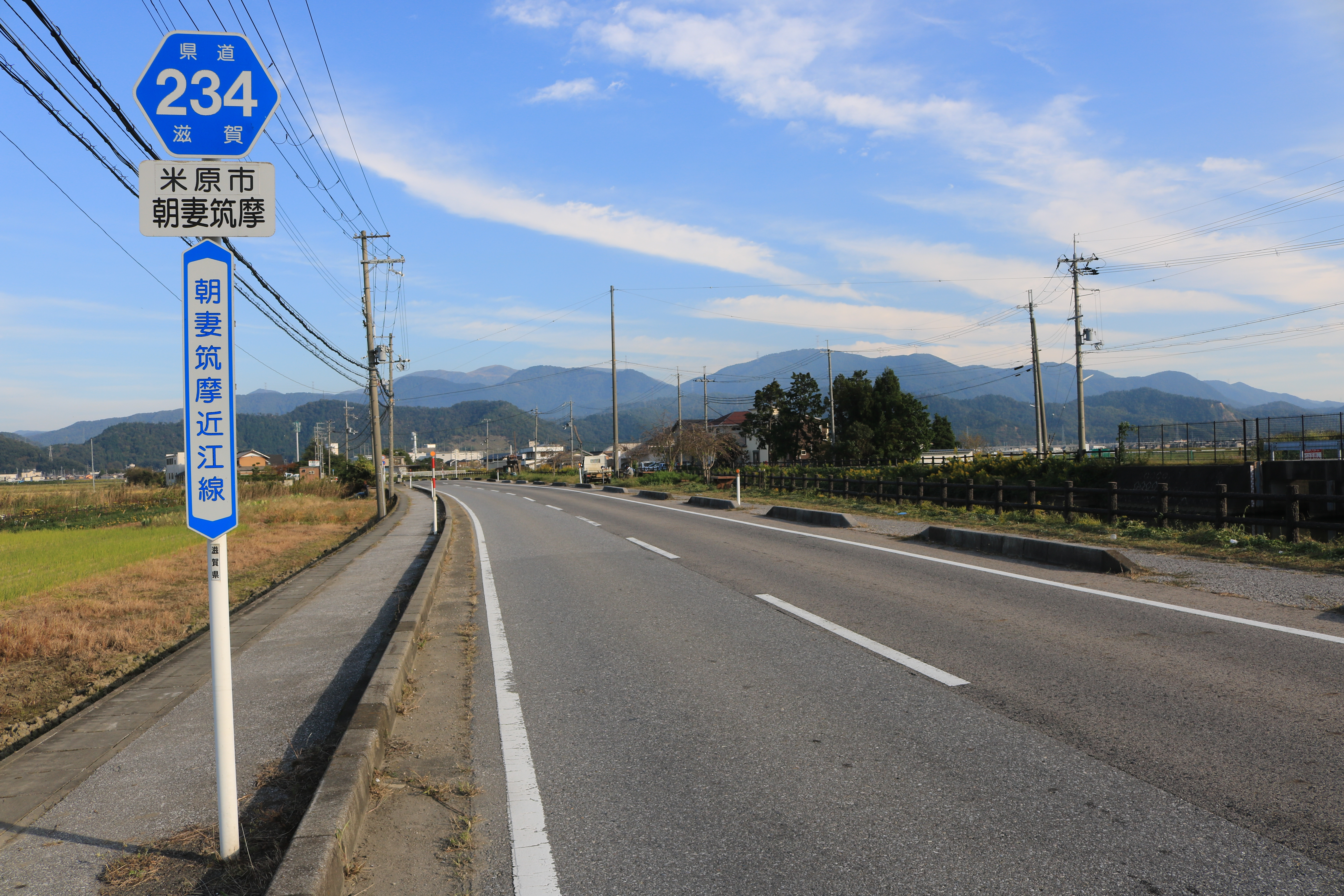
滋賀県道234号朝妻筑摩近江線、滋賀県道2号大津能登川長浜線への接続点（入江橋交点）東の起点付近、米原市朝妻筑摩

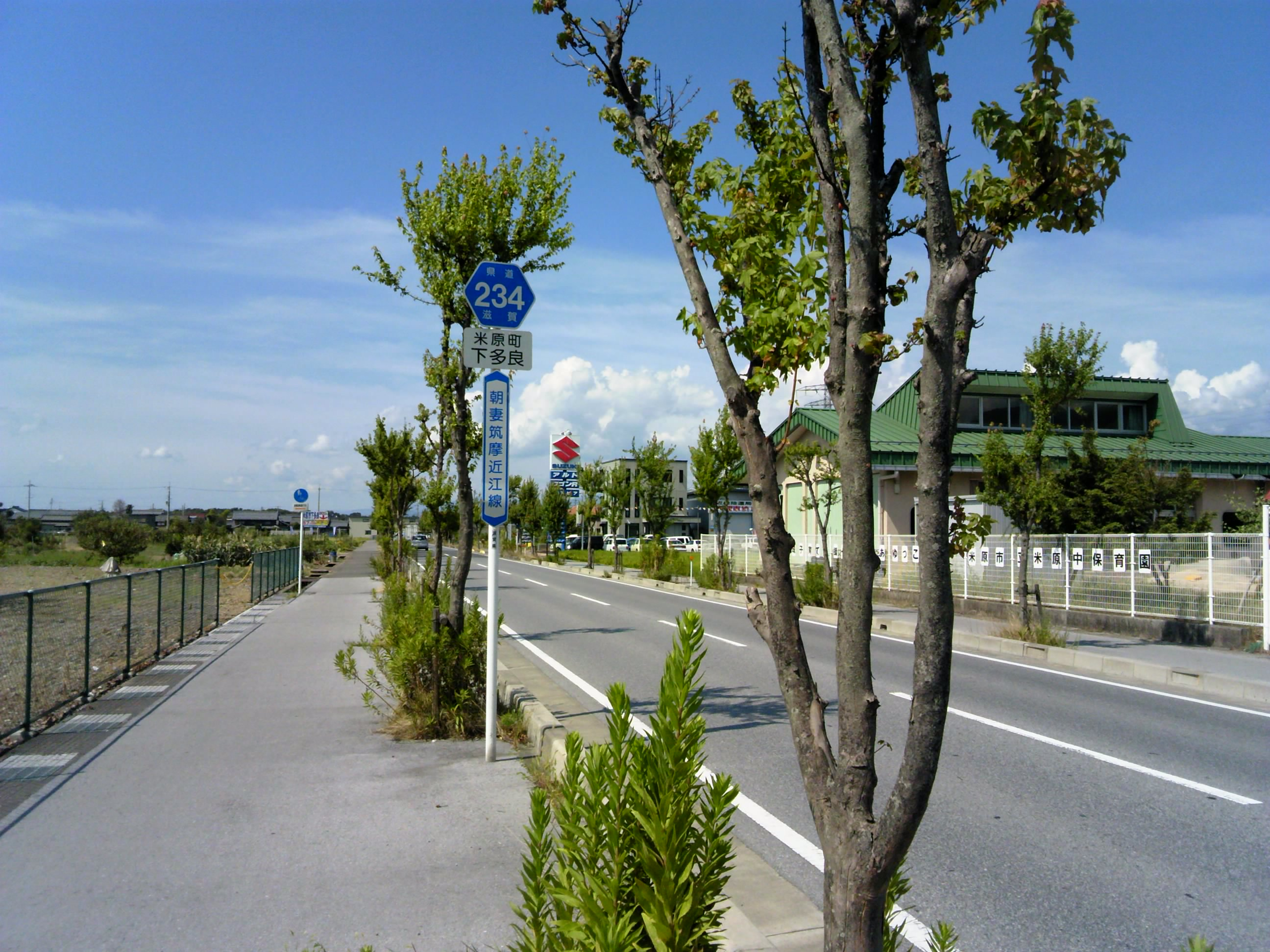
米原市下多良

### 通過する自治体
- 米原市

### 交差する道路
| 交差する道路                                                                                          | 交差する場所   | 交差する場所        |
| --- | -------------- | ------------------- |
| 滋賀県道2号大津能登川長浜線 / 湖岸道路＝さざなみ街道                                                  | 朝妻筑摩       | 入江橋交差点 / 起点 |
| 国道8号 / 米原バイパス                                                                                | 中多良         | 中多良南交差点      |
| 滋賀県道329号彦根米原線                                                                               | 下多良1丁目    | 下多良交差点        |
| 滋賀県道247号能登瀬岩脇線 滋賀県道556号長浜近江線 重複区間起点                                        | 岩脇（いおぎ） | 岩脇西交差点        |
| 国道8号 / 米原バイパス                                                                                | 飯（い）       | [ 注釈 1 ]          |
| 滋賀県道235号世継宇賀野線 重複区間起点                                                                | 飯             | 飯交差点            |
| 滋賀県道235号世継宇賀野線 重複区間終点 滋賀県道243号東上坂近江線 滋賀県道556号長浜近江線 重複区間終点 | 宇賀野         | 宇賀野交差点 / 終点 |

### 交差する鉄道
- 北陸本線

### 沿線
- 入江干拓資料館
- 松下電工 米原工場
- 米原市立米原中学校
- 米原市立米原小学校
- 米原市役所
- 米原市中央公民館
- 滋賀県立文化産業交流会館
- 滋賀県公安委員会 米原分所
- 米原郵便局
- 米原市立中保育園
- 滋賀県立近江高等技術専門校
- 米原市立坂田小学校